# 備份
备份（英語：backup），在信息技术与数据管理领域，指将文件系统或数据库系统中的数据加以复制；一旦发生灾难或错误操作时，得以方便且及时地恢复系统的有效数据和正常运作。重要資料應當異地備援，降低風險。

## 备份种类
- 全部备份（Full Backup）：即把硬碟或数据库內的所有檔案、資料夾或数据作一次性的复制。
- 增量备份（Incremental Backup）：指对上一次全部备份或增量備份后更新的数据进行备份。
- 差異備份（Differential Backup）：差異備份提供執行完整備份後變更的檔案的備份
- 选择式备份(Selective Backup)：对系统的一部分进行备份。
- 冷备份（Cold Backup）：系统处于停机或维护状态下的备份。这种情况下，备份的数据与系统中此时段的数据完全一致。
- 热备份（Hot Backup）：系统处于正常运转状态下的备份。这种情况下，由于系统中的数据可能随时在更新，备份的数据相对于系统的真实数据可有一定滞后。
- 温备份（Warm Backup）：将备份系统已安装配置成与当前使用的系统相同或相似的系统和网络运行环境，安装了应用系统业务定期备份数据。一旦发生灾难，直接使用定期备份数据，手工逐笔或自动批量追补孤立数据或将终端用户通过通讯线路切换到备份系统，恢复业务运行。

## 備份類型
- 線上備份（On-line Backup）：需要及時還原的資料可以採用這總類型的備份，可以使用磁碟陣列、存儲區域網絡、網路附加儲存或者是網路硬碟來保護資料安全。
- 離線備份（Off-line Backup）：離線備份使用可離線媒體來備份，磁帶、光碟或是硬碟盒備份完成後離開備份媒體。

## 数据处理的技术
在实施备份的过程中，可以对数据进行各种处理，这些不同的处理方式可以改善备份速度，恢复速度，增加数据安全性，提升存储介质的利用率。
- 数据压缩技术（Compression）：通过各种机制来降低备份数据的大小，以便占用更少的存储空间，压缩的方法在磁带存储中尤为常见。
- 数据重复删除技术（De-duplication）：当多个相似系统的数据要备份到同一台存储设备上时，需要重复备份数据，这会产生大量的冗余。例如，有20个Windows工作站要备份到同一台存储设备上，备份数据就可以共享系统文件。存储设备上只需要一份系统文件，就可以用来恢复多个工作站。这项技术可以应用在文件级，也可以应用在未经处理的数据块级，通过避免冗余数据的重复复制，可以大大节省存储设备的存储空间。重复数据删除技术可以发生在服务器端，在数据备份到存储之前执行，这种方法可以在节省存储空间的同时节省备份数据的带宽需求，这种方式的重复数据删除叫做在线即时数据处理（inline）；重复数据删除技术也可以发生在存储设备端，称之为后台重复数据删除技术。
- 数据复制技术（Duplication）：在备份的过程中，数据有可能需要额外备份到第二组存储设备；通过将备份数据复制，可以调整备份镜像来优化恢复速度，而且可以将第二份备份数据存放在不同的备份地点，或不同的备份介质上。
- 数据加密技术（Encryption）：对于大容量的可移动的备份存储介质，例如磁带，会面临丢失和被盗的风险。[1]通过对数据加密可以降低上述风险，但是也带来了另外的问题：首先，加密会占用大量的CPU进程，从而降低了备份速度；其次，数据被加密之后，就不能有效地压缩，例如某些磁带驱动器的数据压缩技术无法实施。基于上述原因，以及冗余数据导致解密分析供给更加容易，很多加密技术都在实施之前进行压缩；最后，加密技术要成功起作用，必须配合整体的安全策略通盘考虑。
- 数据缓冲技术（Staging）：利用数据缓冲技术，备份数据在复制到磁带之前，会先复制到缓冲磁盘，这个操作称之为D2D2T，磁盘到磁盘到磁带。数据缓冲技术（虚拟带库技术）在基于网络的备份系统中尤为重要，因为D2D2T技术可以缓解系统对于备份带宽的需求。如果备份系统中需要执行其他的数据操作，缓冲磁盘还可以起到数据中心的作用。